# Gymnocalycium mesopotamicum
Gymnocalycium mesopotamicum är en kaktusväxtart som beskrevs av R. Kiesling. Gymnocalycium mesopotamicum ingår i släktet Gymnocalycium och familjen kaktusväxter. Inga underarter finns listade i Catalogue of Life.

## Bildgalleri

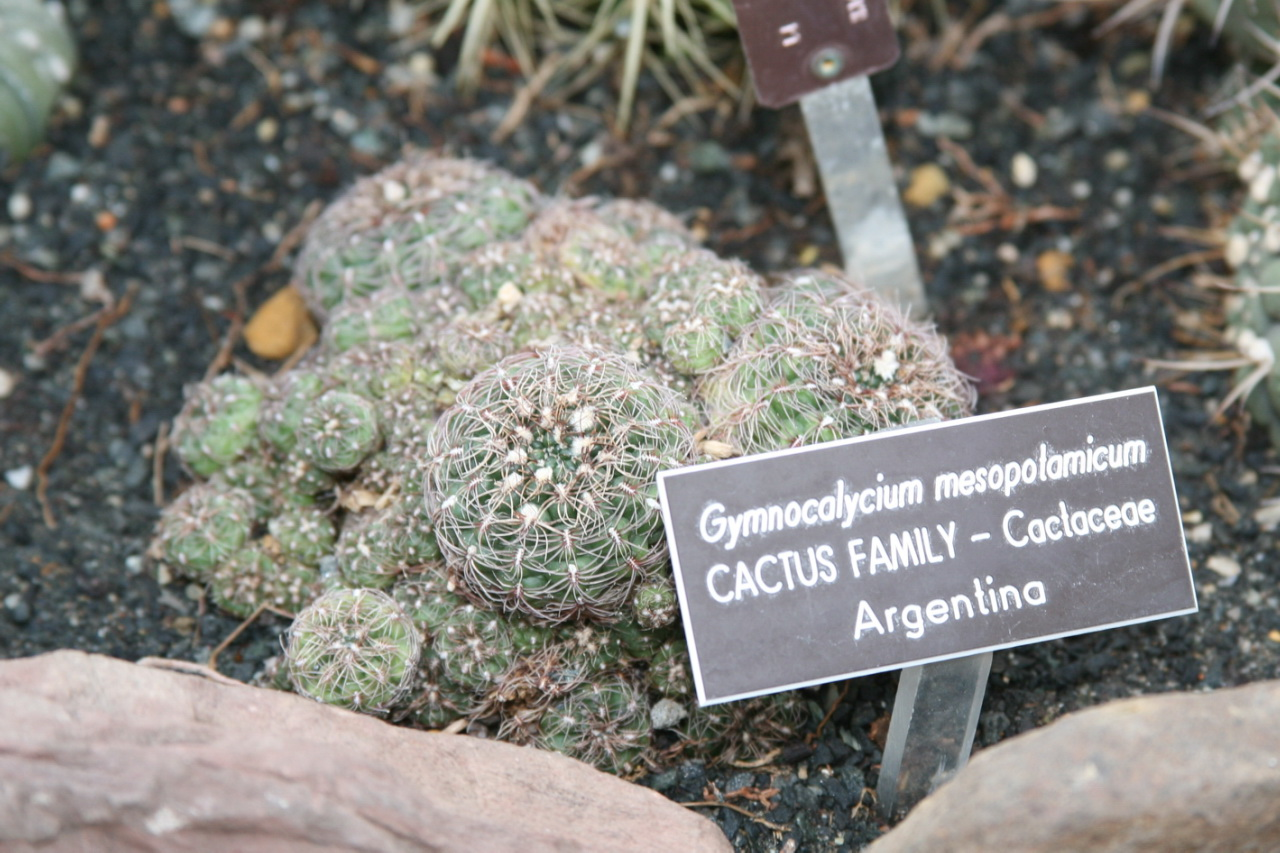